# Єзоло
Єзоло (італ. Jesolo, вен. Jèxoło) — муніципалітет в Італії, у регіоні Венето, метрополійне місто Венеція.
Єзоло розташоване на відстані близько 410 км на північ від Рима, 27 км на північний схід від Венеції.
Населення — 26 026 осіб (2014).
Щорічний фестиваль відбувається 24 червня. Покровитель — святий Іван Хреститель.

## Демографія
Населення за роками:

Станом на 1 січня 2023 року в муніципалітеті офіційно проживали 2603 іноземці з 81 країни, серед них 910 громадян країн Євросоюзу та 173 громадяни України.

## Сусідні муніципалітети
- Кавалліно-Трепорті
- Ераклеа
- Музіле-ді-П'яве
- Сан-Дона-ді-П'яве
- Венеція

## Галерея зображень

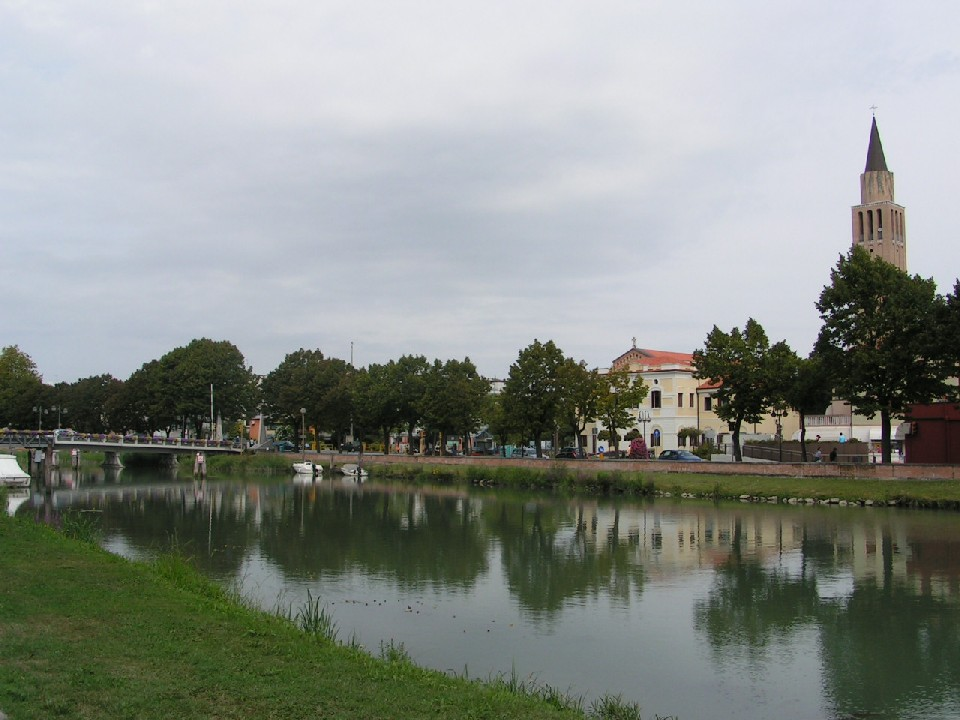
Центр Єзоло
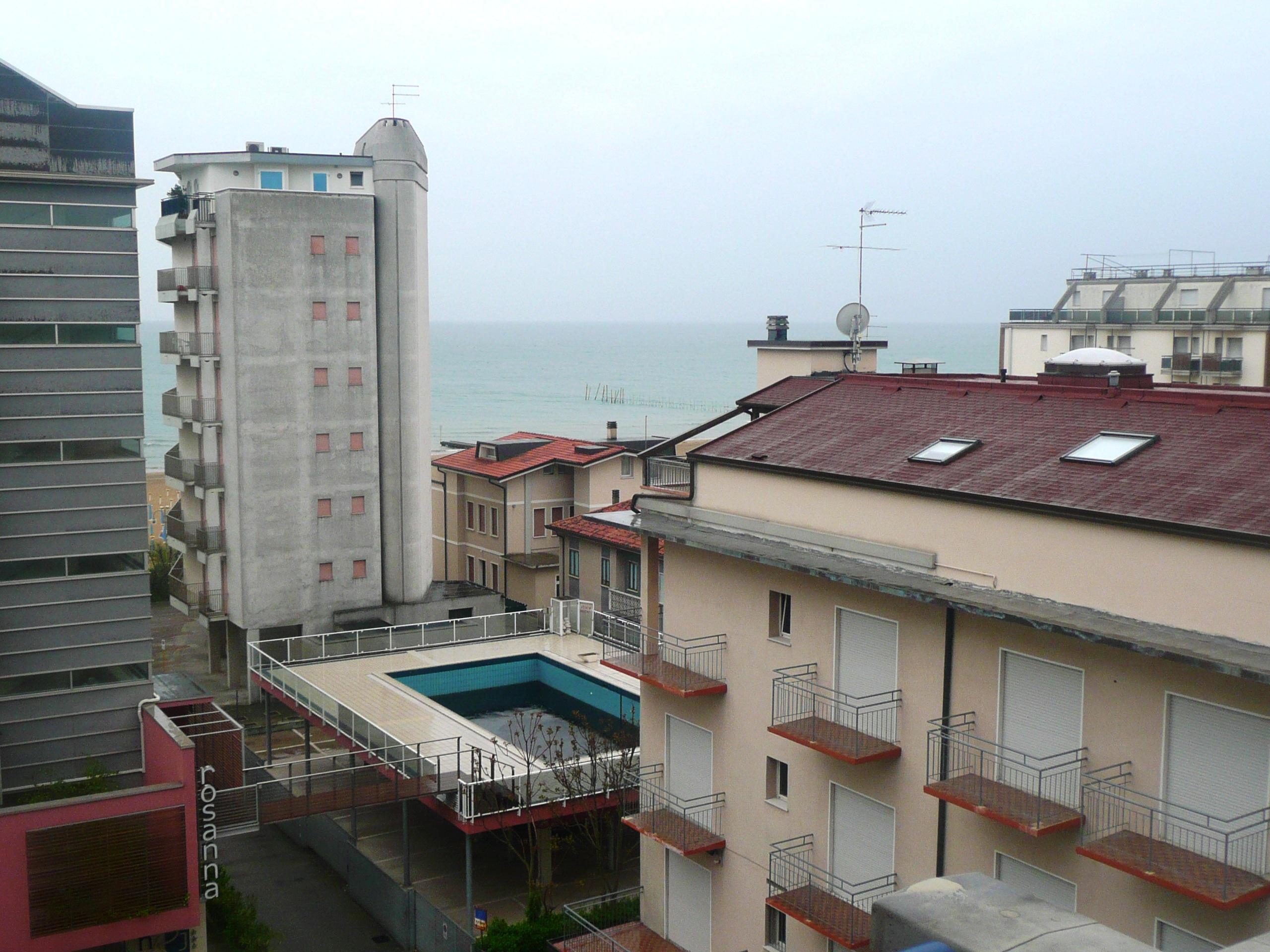
Курортні готелі в Єзоло на узбережжі Адріатичного моря
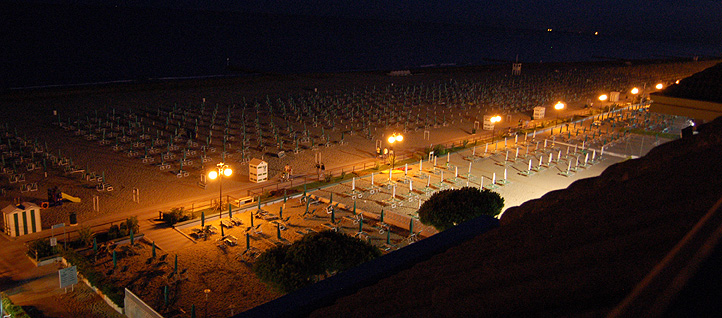
Нічна панорама
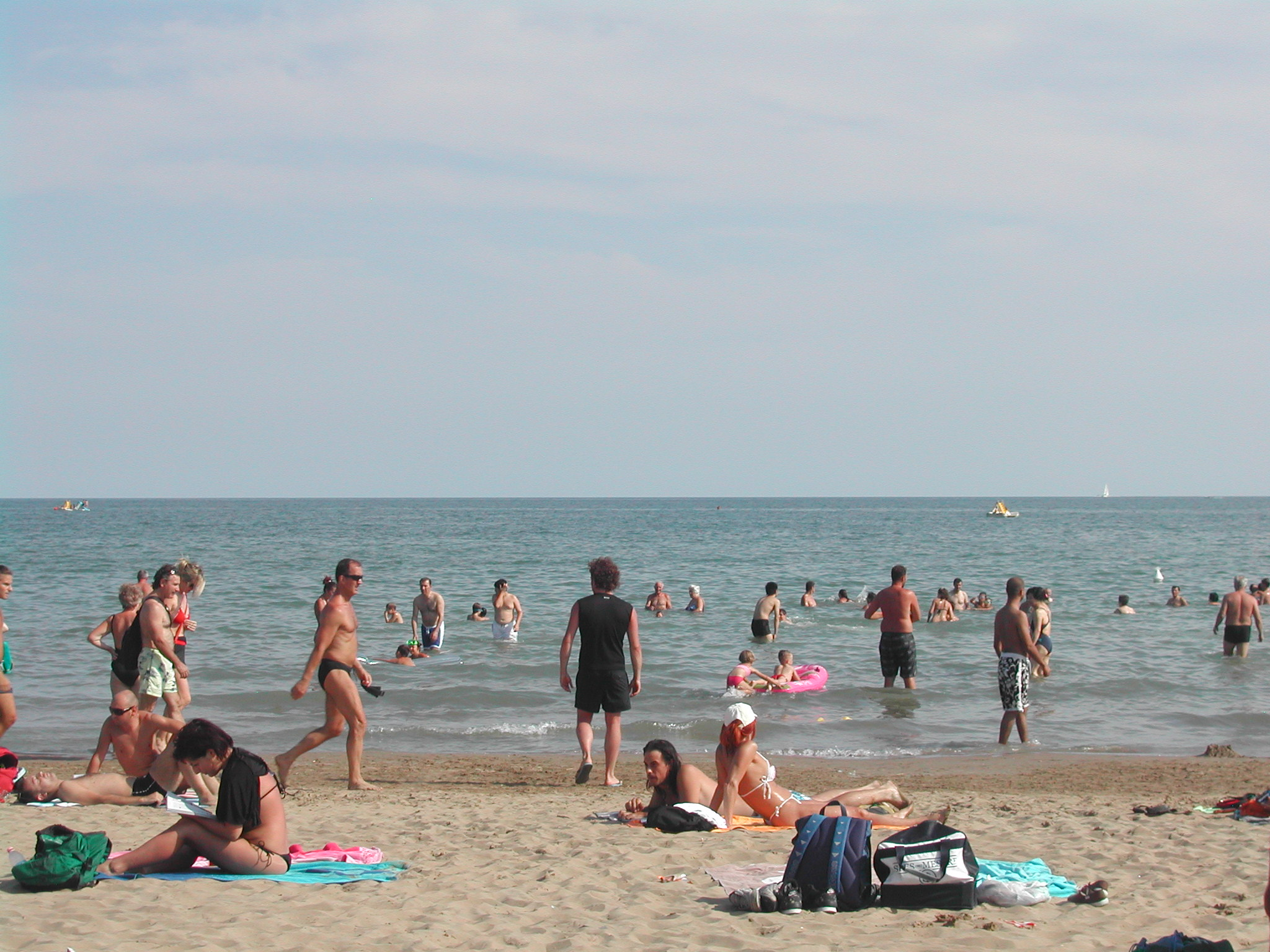
Море в Єзоло
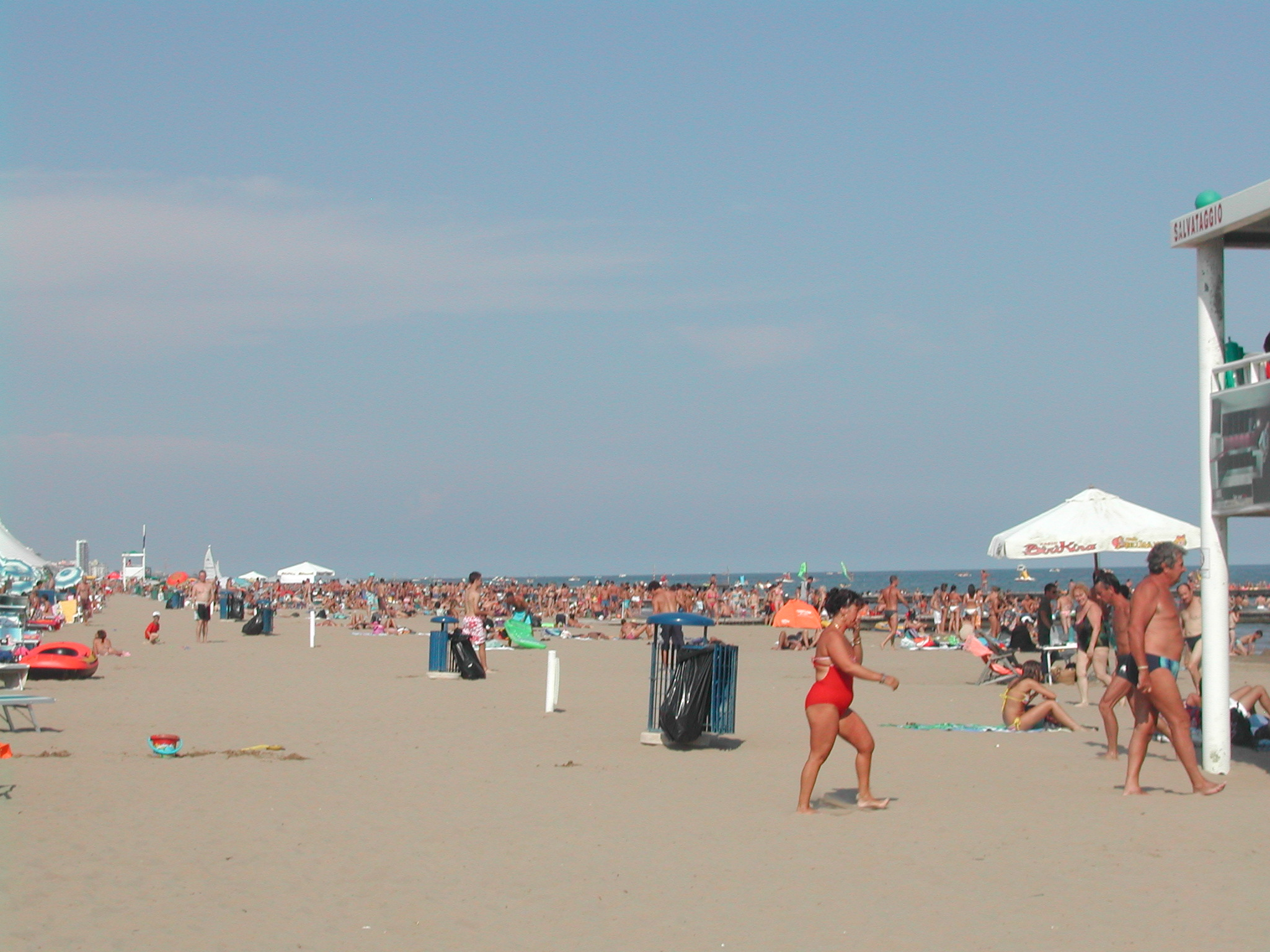
Пляжі Єзоло
Будівництво башти "L'Aquileia"
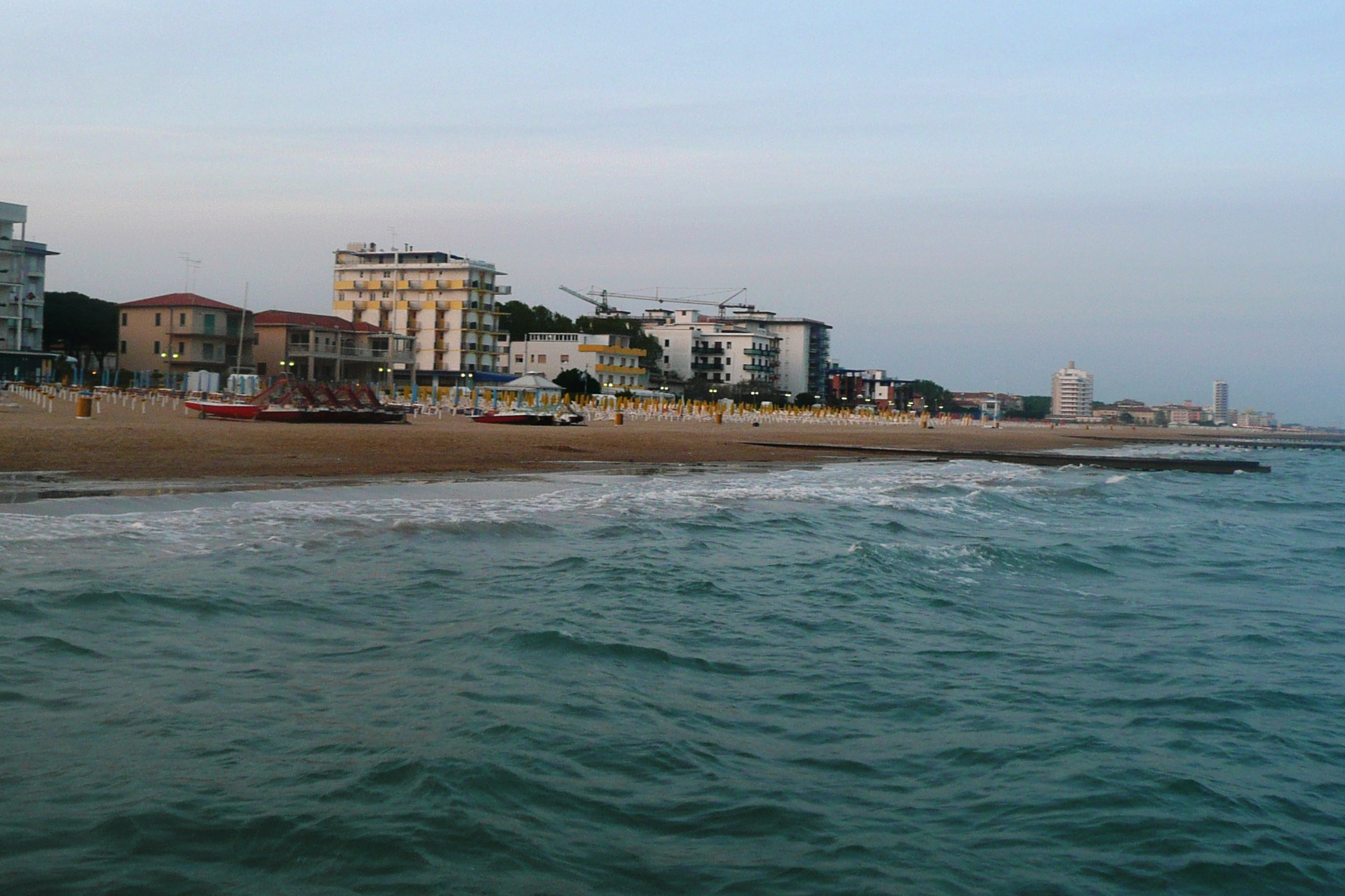
Лідо ді Єзоло
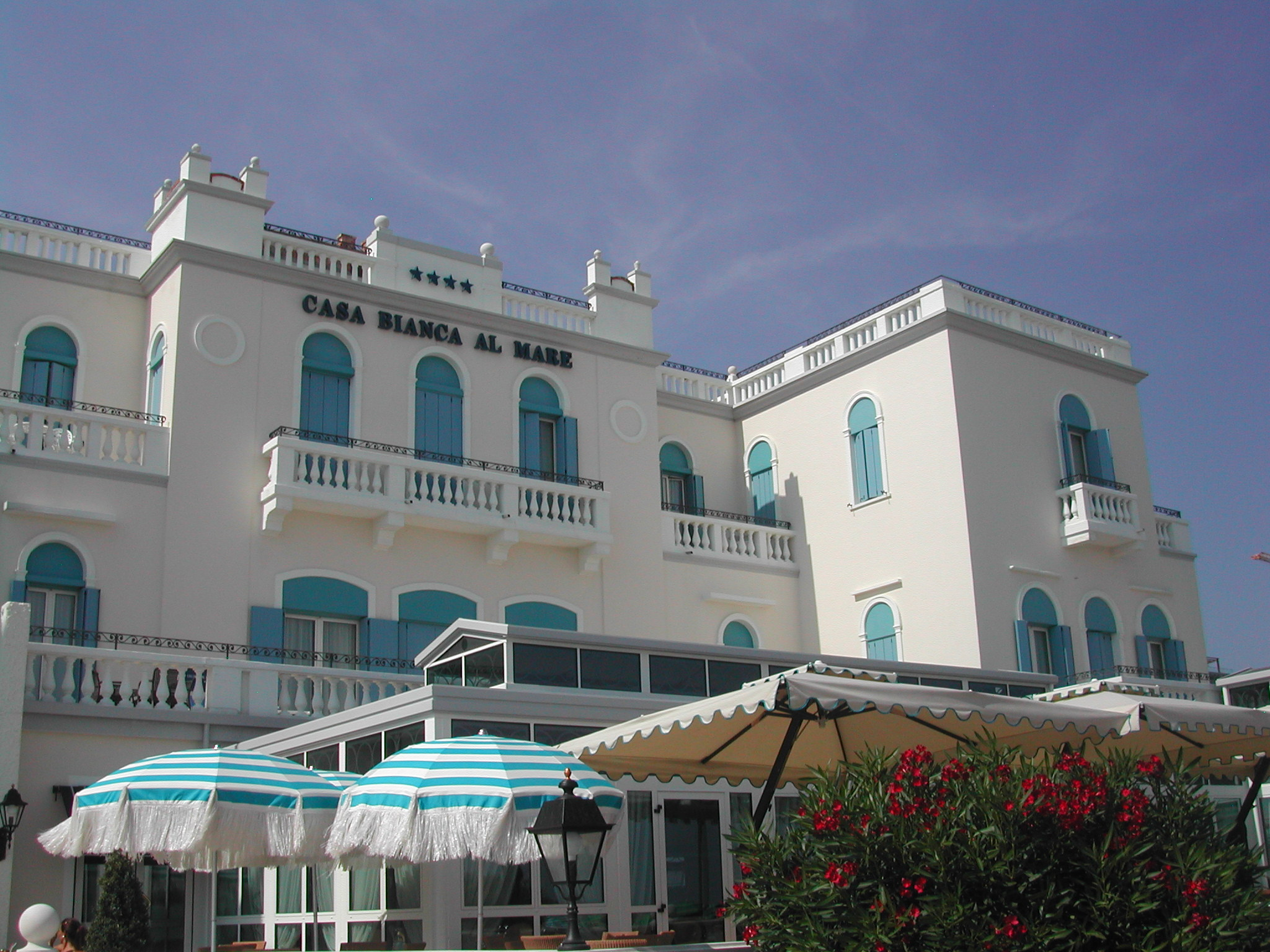
Готель Каза Б'янка
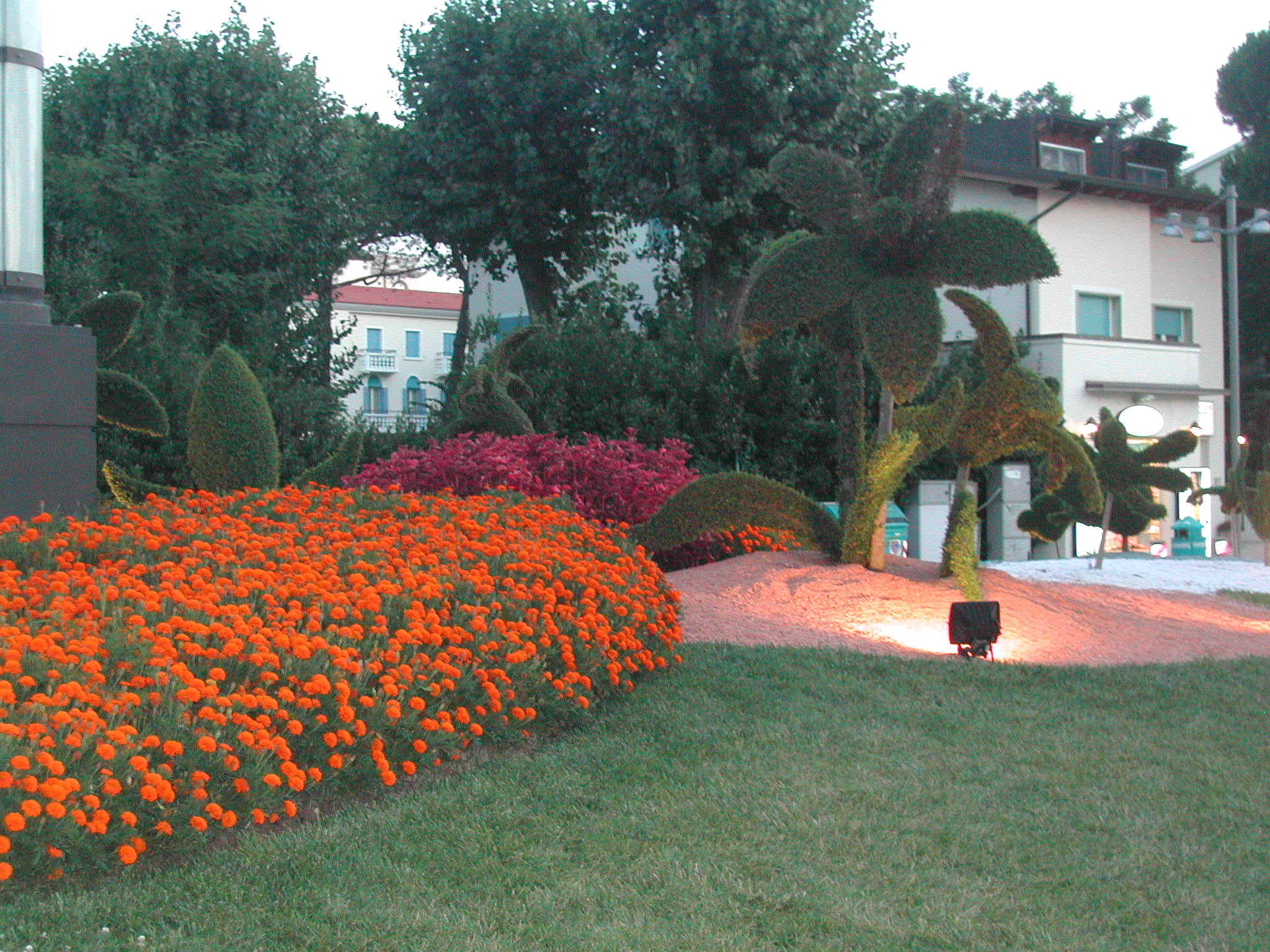
Площа Каза Б'янка
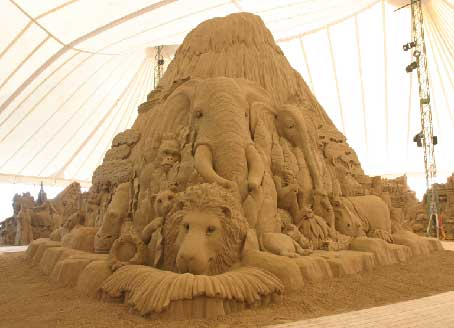
Скульптура з піска (2006)